# Carmine Preziosi
Carmine Preziosi   (Sant'Angelo all'Esca, 8 de juliol de 1943) és un ciclista italià, ja retirat, que fou professional entre 1963 i 1972. De jove es va traslladar a Bèlgica amb la seva família per buscar feina. Allà va ser on va fer bona part de la seva carrera esportiva. De totes les seves victòries cal destacar la Lieja-Bastogne-Lieja de 1965, en què superà al seu compatriota Vittorio Adorni en un esprint irregular. També va guanyar la Volta a Bèlgica el 1967.

## Palmarès
- 1962
  - 1r al Tríptic de les Ardenes i vencedor d'una etapa
- 1963
  - 1r a la Brussel·les-Opwijk
  - 1r al Gran Premi Bodson
  - Vencedor de 2 etapes al Circuit de Lorena[5]
- 1965
  - 1r a la Lieja-Bastogne-Lieja
  - 1r a la Brussel·les-Verviers
  - 1r a la Gènova-Niça
- 1966
  - 1r al Giro dell'Emilia
- 1967
  - 1r a la Brussel·les-Verviers
  - 1r a la Volta a Bèlgica i vencedor d'una etapa
- 1968
  - 1r al Gran Premi de Fréjus

### Resultats al Giro d'Itàlia
- 1966. 37è de la classificació general

### Resultats a la Volta a Espanya
- 1969. 56è de la classificació general
- 1970. Abandona (11a etapa)